# 空軍第八戰術戰鬥機大隊
空軍第八戰術戰鬥機大隊簡稱第八大隊，原為空軍第八重轟炸機大隊，目前已裁撤。

## 歷史沿革
- 1936年空軍第八大隊在江西南昌成立，下轄第10、19、30中隊，裝備6架Savoia-Marchetti S.72、6架He111-A0轟炸機，5架馬丁139W轟炸機。[2]
- 1938年，第14中隊隊長徐煥昇率領第19中隊副隊長佟彥博曾經飛臨日本上空，空投傳單，進行「人道遠征」。
- 1944年，第八大隊抽調飛行機組人員與相關技工至美國進行B-24轟炸機訓練，這批人員被稱為八大隊30機組，也是最先完成訓練的30組B-24轟炸機人員。
- 1944年初，第八大隊解編，軍委會運用在美國的換訓人員成立新的第八大隊，隊長洪養孚，下轄第33、34、35中隊，操作機種B-24M。但這批機組人員因相關指揮與給養給行政問題等原因一直到抗戰勝利才回國。[3]
- 1946年，第八大隊進駐上海大場機場，操作美國由租借法案提供的37架B-24M轟炸機。同年接受美軍資產3架C-87運輸機、1架C-109運油機，但在評估狀況後只留用2架C-87，其餘拆解作為備料。[4]
- 國共內戰中，34中隊在1946年中秋節前派遣3架B-24轟炸機至北平協助華北作戰。
- 1947年3月，14架B-24進駐陝西戶縣支援陝北戰役。
- 1948年7、8月間，B-24轟炸機18架派赴山西省太原作戰。1948年底徐蚌會戰期間，B-24主要駐地為南京與北平，由兩地穿梭支援華北戰場，掩護當時遭包圍的國軍部隊突圍。
- 1949年2月25日，重慶號巡洋艦投共；第八大隊首先在3月3日派遣4架B-24轟炸機搜索行蹤，3月16日7架B-24進駐山東青島機場，由陳嘉尚指揮搜索渤海灣，最終共派出9架B-24追擊，3月17日負責偵查的RP-38偵察機在煙台北方60海浬處發現，青島機場派出9架B-24未能尋獲。3月18日在葫蘆島尋獲，由4架B-24將其炸傷，3月19日將7架調派的B-24集中轟炸重創重慶號，3月20日再派出4架轟炸，逼使該艦在同日自沉。
- 1949年5月，第八大隊的6架B-24撤出北京南苑機場，隨後第八大隊撤往臺灣，並將駐地設在新竹基地。
- 1949年7月第八大隊開始執行轟炸南京、上海等任務，為上海大轟炸國軍主力空襲部隊。同年古寧頭戰役期間八大隊轟炸金門周遭的解放軍炮兵陣地。
- 1953年，第八大隊和第二十空運大隊組成最初的第二聯隊，同年因應B-24轟炸機耗損嚴重，第八大隊開始換裝PB4Y-2私掠者巡邏機。第4中隊改隸第八大隊，翌年第六戰術偵察大隊在桃園基地成立，第4中隊再度改隸第六大隊。
- 1957年10月，第八輕轟炸大隊改番號為第八混合大隊。
- 1958年8月1日因PB4Y-2機體零件缺乏，第八大隊奉令裁撤。至此，第二聯隊成為第十一大隊的直屬聯隊。而第八大隊下轄的第33、34、35中隊，升格為獨立隊。
- 1982年，空軍第828聯隊在花蓮基地成立，下轄第14、15、16中隊，由聯隊直接指揮，接收其他聯隊淘汰下來的F-5A/B自由鬥士戰鬥機。
- 1986年，第八大隊復編，番號全銜改為「空軍第八戰術戰鬥機大隊」，開始換裝F-5E/F中正號戰鬥機。
- 1992年，第828聯隊裁撤，第八大隊改隸空軍東部指揮部。
- 1995年，空軍向美國租借的40架T-38A鷹爪式教練機抵達花蓮港，第八大隊成為空軍換裝二代機的訓練單位。
- 1998年，第八大隊和桃園基地的第401聯隊互換駐地。第八大隊改隸空軍桃園基地指揮部。同年T-38A鷹爪式教練機因三年租約到期歸還美國。第四中隊在桃園基地恢復建制，操作RF-5E虎眼式偵照機。
- 2005年，第八大隊連同空軍桃園基地指揮部一同裁撤，剩餘的F-5E/F中正號戰鬥機移交給第737聯隊。第四中隊東遷花蓮，併入第12戰術偵察機隊，成為其下轄的「虎眼分隊」，仍操作RF-5E虎眼式偵照機。